# 피터 톰슨 (외교관)

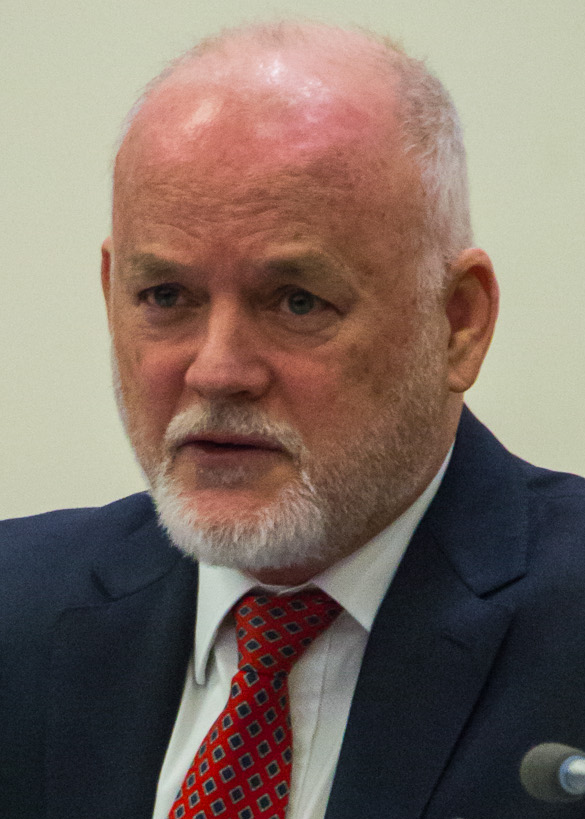
피터 톰슨

피터 톰슨(영어: Peter Thomson, 1948년 수바 ~ )은 피지의 외교관이다.

## 생애
1960년대에 영국령 버진아일랜드 총독, 영국령 피지 총독부 행정가를 역임한 스코틀랜드의 행정가인 이언 톰슨(Ian Thomson)과 그의 아내인 낸시 톰슨(Nancy Thomson)의 아들로 태어났으며 어린 시절에는 수바에 위치한 수바 문법학교(Suva Grammar School), 나타부아 고등학교(Natabua High School)에서 교육을 받았다.
1967년에는 잉글랜드 세븐오크스에 위치한 세븐오크스 학교 국제 센터(International Centre, Sevenoaks School)의 교육 과정을 수료했고 나중에 뉴질랜드 오클랜드 공과대학교에서 정치학과 학사 학위를 받게 된다. 1973년에는 출판업자로 근무하던 마리케 톰슨(Marijcke Thomson)과 결혼했고 슬하에 2명의 자녀(제임스(James), 니컬라(Nicola))를 두었다.
1972년부터 피지에서 공무원으로 근무했으며 나부아(Navua), 마쿠아타(Macuata), 타부에니(Taveuni)에서 지방 자치 단체장으로 근무했다. 1978년에는 피지 외무부로부터 외교관으로 파견되었고 1979년에는 태평양 제도 포럼 사무국에 파견되었다. 1980년부터 1984년까지 일본 도쿄도 주재 피지 임시대리대사로 근무했으며 1984년부터 1986년까지 오스트레일리아 시드니 주재 피지 총영사로 근무했다. 1986년 피지로 귀국한 이후에 피지 정부에서 공보부장으로 근무했고 피지 관광청, 피지 텔레비전, 피지 방송위원회 위원으로 근무했다.
1987년 피지에서 일어난 군사 쿠데타로 일해 공직에서 물러났으며 나중에 오스트레일리아, 뉴질랜드 국적을 취득하게 된다. 2009년에 피지 국적을 회복했고 2010년에 외교관으로 복직했다. 2010년 3월 4일에는 유엔 주재 피지 대사로 임명되었고 2013년에는 77 그룹 의장, 2014년에는 유엔 개발 계획 이사회 의장, 유엔 인구 기금 이사회 의장을 역임했다. 2016년부터 2017년까지 유엔 총회 의장을 역임했다.